# TV 아사히 수요일 21시 형사 드라마
TV 아사히 수요일 21시 형사 드라마(일본어: テレビ朝日水曜21時枠刑事ドラマ)는 TV 아사히 계열에서 매주 수요일 21:00 - 21:54의 드라마이다.

## 개요
항목 이름 "아사히 수요일 21시 형사 드라마"에서 알 수 있듯이 1987년 4월부터 현재에 이르기까지 오랜 세월 동안 같은 방송 시간에 토에이 제작의 형사 드라마를 방송하고 있다. 이 때문에 같은 텔레비 아사히 · 토에이가 제작하는 '슈퍼 전대 시리즈'와 마찬가지로 스폰서도 고정화되어있다.
1986년 9월 24일 《킨 짱의 어디까지 할 거야!?》가 종료된 뒤, 다음 방송으로 쇼후쿠데이 츠루베가 사회를 맡은 버라이어티 프로그램 《놀러 와 ~Come on-a my House》 가 시작됐지만 3개월 만에 종료. 이듬해 1987년 1월에 임시 프로그램으로 《나이트 라이더》를 방송하고, 4월에 그때까지 목요일 밤 9시에 방송되고 있던 《특수수사 최전선》을 계승하는 형태로 시작했다.
제1작 《대도시 25시》부터 제2작 《베이시티 형사》까지의 1년간은 시청률이 부진했지만, 1988년 봄-여름 시즌에 《하구레 형사 순정파》를, 그리고 가을-겨울 시즌에는 《떠돌이 형사 여정편》의 두 작품이 시작되어 인기 시리즈로 자리 매김했다.
방송된 작품은 1995년 10월부터 1996년 3월까지 방송된 《바람의 형사 · 도쿄발!》까지 일관되게 필름 촬영으로 제작되었지만, 1996년 4월부터 《하구레 형사 순정파 (제9시리즈)》부터는 VTR 촬영으로 전환했다. 또한 2004년 이후의 시리즈부터는 하이비전으로 전환되었다.
2002년 10월에는 각 시리즈별 6개월간 이었던 방송기간을 3개월 2개 방송과 6개월 1개 방송으로 바꾸는 실험을 시작했다. 6개월 시리즈는 당초 《하구레 형사 순정파》이었지만, 이듬해인 2003년부터는 《파트너》시리즈로 바뀌어 지금에 이르게 된다. 2006년 이후로 가을-겨울 시즌에 《파트너》를, 봄-여름 시즌에는 《경시청 수사1과 9계》를, 여름-가을 시즌에는 《형사 7인》의 연속드라마로 방송하고 있다 (2009년부터는 봄 시즌에 단독 연속 드라마, 여름 시즌에는 《경시청 수사1과 9계》로 바뀌었지만, 2015년 이후로는 여름 시즌에 《형사 7인》을 방송을 시작한것을 계기로 모든 시즌이 장수 시리즈로 채워졌다.
또한, 2010년대에 들어서, 저녁 7시~8시 시간대의 버라이어티 방송의 2시간 내지 3시간 분량의 스페셜 방송이 많아져, TV아사히의 수요일에는 밤 9시에 본 시리즈가 편성되어 있는 관계상 3시간 분량의 스페셜 방송은 작품이 완전히 종료된 후인 연말연시, 춘추 개편 시기, 6월 혹은 7월에 방송되는 정도에 그치지만, 작품 연재 중에도 간혹 3시간 분량 스페셜 방송이나 스포츠 중계로 인해 휴방되는 경우도 있다.
2000년 4월부터 2001년 9월까지는 조기 편성에 따라, 전체적으로 6분 빠른 20시 56분~21시 48분에 방송되었다.
- 시리즈 작품
  - 《파트너》: (2002년 ~ 19시리즈 계속중, 주연: 미즈타니 유타카)
  - 《형사 7인》: (2015년~ 6시리즈 계속중, 주연: 히가시야마 노리유키)
  - 《특수 9》: (2018년~ 3시리즈 계속중[2], 주연: 이노하라 요시히코)
- 종료된 시리즈
  - 《하구레 형사 순정파》:  (1988년 ~ 2005년, 전 18시리즈, 주연: 후지타 마코토)
  - 《떠돌이 형사 여정편》:  (1988년 ~ 1994년, 전 7시리즈, 주연: 우츠이 켄)
  - 《하미다시 형사 정열계》:  (1996년 ~ 2004년, 전 8시리즈, 주연: 시바타 쿄헤이)
  - 《경시청 수사1과 9계》:  (2006년 ~ 2017년, 전 12시리즈, 주연: 와타세 츠네히코)
  - 《임장》:  (2009년・2010년, 전 2시리즈, 주연: 우치노 세이요, 마츠시타 유키, 타카시마 마사노부)
- 단일 시리즈
  - 《대도시 25시》:  (1987년, 주연: 오노데라 아키라, 히라타 미츠루)
  - 《베이시티 형사》:  (1987년, 주연: 후지 타츠야, 세라 마사노리)
  - 《바람의 형사 · 도쿄발!》:  (1995년・1996년, 주연: 시바타 쿄헤이, 오카모토 켄이치)
  - 《형사부실 ~롯폰기 이상한 수사반~》:  (2005년, 주연: 시바타 쿄헤이, 오오츠카 네네)
  - 《대도시 25시》:  (1987년, 주연: 오노데라 아키라, 히라타 미츠루)
  - 《PS ~라쇼몬~ 경시청 동도서》:  (2006년, 주연: 기무라 요시노, 타치 히로시)
  - 《경시청 수사 파일 사쿠라서의 여자들》:  (2007년, 주연: 타카시마 레이코, 사토 유우키)
  - 《곤조 전설의 형사》:  (2008년, 주연: 우치노 세이요, 타카하시 잇세이)
  - 《Answer~경시청 검증수사관》:  (2012년, 주연: 미즈키 아리사, 이가라시 슌지)
  - 《TEAM-경시청 특별범죄 수사본부》:  (2014년, 주연: 츠카모토 타카시, 니시다 토시유키)

### 편성에 대해
본 프로그램의 방영 직후에 방송되는 《보도 스테이션》과의 연결은 기본적으로 '크로스 프로그램' (《보도 스테이션》의 방송내용 소개)과 스테이션 브레이크이었지만, 2013년도 하반기부터 아래와 같은 방식으로 변경되었다. 또한 이들 연결방식은 화요드라마에도 적용되었다.
- 2013년, 2014년도
  - 《파트너》 이외의 작품이 방영될 시기(이하 년도 상반기): 크로스 프로그램・스테이션 브레이크, 《보도 스테이션》은 오프닝 포함.
  - 《파트너》 방영 시기에는(이하 년도 하반기): 스테이션 브레이크와 《보도 스테이션》의 오프닝을 제거.
- 2015년도
  - 상반기: 《보도 스테이션》과의 연결은 스테이션 브레이크와 오프닝 없이. 단, 7월[4]부터는 단축된 버전으로 변경.
  - 하반기: 변동 없음.
- 2016년도
  - 상반기: 《보도 스테이션》과의 연결 방식이 크로스 프로그램・스테이션 브레이크로 복귀.
  - 하반기: 스테이션 브레이크 없음에는 변동이 없었으나, 오프닝 제외로 다시 한번 변경. 단 《화요드라마》의 경우는 첫 회와 최종회를 제외하고 크로스 프로그램・스테이션 브레이크・오프닝 포함의 연결 방식에는 변함이 없었다. 또한, 《파트너》는 첫 회와 최종회를 제외한 일부 회차에서 크로스 프로그램・스테이션 브레이크 연결・오프닝 포함이 되는 경우가 있고. 또한, 《닥터 X ~외과의 다이몬 미치코~ (제4기)》의 최종회부터 오프닝은 단축된 버전이 삽입되어있다.
- 2017년도
  - 상반기: 변동 없음[5].
  - 하반기: 스테이션 브레이크 없이, 오프닝은 단축된 버전으로 하는 2015년도 상반기와 같은 방식의 편성.
- 2018년도 상, 하반기 모두 작년도 하반기와 동일. 또한, 《특수 9》 제2화, 《형사 7인 (제4시리즈)》제9화와 최종회에서 스테이션 브레이크 미적용으로써는 드물게 일반 오프닝을 사용했다. 같은 시기부터 저녁 8시 시간대 방송 후에 방송선전 CM을 방송한 뒤 《보도 스테이션》의 라이브 크로스 프로그램을 삽입하고 있으며 이 방식은 금요일에도 실시 중.
- 2019년도 전년도와 동일하지만 《보도 스테이션》의 라이브 크로스 프로그램[6]은 폐지되었다.

## 작품 소개
여기서는 1987년 이후에 등록된 시리즈 및 단독작품을 소개한다.

### 1987년 - 1995년
- 《대도시 25시》
- 《베이시티 형사》(주연: 후지 타츠야·세라 마사노리)
- 《하구레 형사 순정파 (제1시리즈)》(주연: 후지타 마코토)
- 《떠돌이 형사 여정편》(주연:우츠이 켄)
- 《하구레 형사 순정파 (제2시리즈)》
- 《떠돌이 형사 여정편 II》
- 《하구레 형사 순정파 (제3시리즈)》
- 《떠돌이 형사 여정편 III》
- 《하구레 형사 순정파 (제4시리즈)》
- 《떠돌이 형사 여정편 IV》
- 《하구레 형사 순정파 (제5시리즈)》
- 《떠돌이 형사 여정편 V》
- 《하구레 형사 순정파 (제6시리즈)》
- 《떠돌이 형사 여정편 VI》
- 《하구레 형사 순정파 (제7시리즈)》
- 《떠돌이 형사 여정편 VII》

### 1996년 - 2005년
- 《하구레 형사 순정파 (제8시리즈)》
- 《바람의 형사·도쿄발!》
- 《하구레 형사 순정파 (제9시리즈)》
- 《하미다시 형사 정열계 (제1시리즈)》
- 《하구레 형사 순정파 (제10시리즈)》
- 《하미다시 형사 정열계 (제2시리즈)》
- 《하구레 형사 순정파 (제11시리즈)》
- 《하미다시 형사 정열계 (제3시리즈)》
- 《하구레 형사 순정파 (제12시리즈)》
- 《하미다시 형사 정열계 (제4시리즈)》
- 《하구레 형사 순정파 (제13시리즈)》
- 《하미다시 형사 정열계 (제5시리즈)》
- 《하구레 형사 순정파 (제14시리즈)》
- 《하미다시 형사 정열계 (제6시리즈)》
- 《하구레 형사 순정파 (제15시리즈)》
- 《파트너~경시청 둘만의 특명계 (1st season)》(주연: 미즈타니 유타카)
- 《하미다시 형사 정열계 (제7시리즈)》
- 《하구레 형사 순정파 (제16시리즈)》
- 《파트너 (2nd season)》
- 《하미다시 형사 정열계~최종장~》
- 《하구레 형사 순정파 (제17시리즈)》
- 《파트너 (3rd season)》

### 2006년 - 2015년
- 《하구레 형사 순정파 파이널》
- 《형사부실 ~롯폰기 이상한 수사반~》(주연: 시바타 쿄헤이)
- 《파트너 (Season IV)》
- 《경시청 수사1과 9계 (season1)》(주연: 와타세 츠네히코)
- 《PS ~라쇼몬~ 경시청 동도서》(주연: 기무라 요시노)
- 《파트너 (Season V)》
- 《경시청 수사1과 9계 (season2)》
- 《경시청 수사 파일 사쿠라서의 여자들》(주연: 타카시마 레이코)
- 《파트너 (Season 6)》
- 《경시청 수사1과 9계 (season3)》
- 《곤조 전설의 형사》(주연: 우치노 마사아키)
- 《파트너 (Season 7)》
- 《임장 (제1장)》
- 《신·경시청 수사1과 9계 (season 1)》
- 《파트너 (Season 8)》(주연: 미즈타니 유타카, 오이카와 미츠히로)
- 《임장 (속장)》
- 《신·경시청 수사1과 9계 (season 2)》
- 《파트너 (Season 9)》
- 《유류 수사 (제1시리즈)》
- 《신·경시청 수사1과 9계 (season 3)》
- 《파트너 (Season 10)》
- 《Answer~경시청 검증 수사관》(주연: 미즈키 아리사)
- 《경시청 수사1과 9계 (season7)》
- 《파트너 (Season 11)》
- 《유류 수사 (제3시리즈)》
- 《경시청 수사1과 9계 (season8)》
- 《파트너 (Season 12)》
- 《TEAM -경시청 특별범죄수사본부-》(주연: 오자와 유키요시)
- 《경시청 수사1과 9계 (season9)》
- 《파트너 (Season 13)》

### 2016년 - 2025년
- 《경시청 수사1과 9계 (season10)》
- 《형사 7인 (Season1)》(주연: 히가시야마 노리유키)
- 《파트너 (Season 14)》
- 《경시청 수사1과 9계 (season11)》
- 《형사 7인 (Season2)》
- 《파트너 (Season 15)》
- 《경시청 수사1과 9계 (season12)》
- 《형사 7인 (Season3)》
- 《파트너 (Season 16)》
- 《특수 9》(주연: 이노하라 요시히코)
- 《형사 7인 (Season4)》
- 《파트너 (Season 17)》
- 《특수 9 (Season 2)》
- 《형사 7인 (Season5)》
- 《파트너 (Season 18)》
- 《특수 9 (season 3)》
- 《형사 7인 (Season6)》
- 《파트너 (Season 19)》
- 《특수 9 (Season 4)》
- 《형사 7인 (Season7)》
- 《파트너 (Season 20)》
- 《특수 9 (Season 5)》
- 《형사 7인 (Season8)》
- 《파트너 (Season 21)》

## 편성 정보
| 방송대상지역         | 방송국                      | 계열                                       | 방송시각             | 비고          |
| -------------------- | --------------------------- | ------------------------------------------ | -------------------- | ------------- |
| 간토 광역권          | TV 아사히（EX）             | TV 아사히 계열                             | 수요일 21:00 - 21:54 | 제작국        |
| 홋카이도             | 홋카이도 TV 방송（HTB）     | TV 아사히 계열                             | 수요일 21:00 - 21:54 | 동시 편성     |
| 아오모리현           | 아오모리 아사히 방송（ABA） | TV 아사히 계열                             | 수요일 21:00 - 21:54 | 동시 편성     |
| 이와테현             | 이와테 아사히 TV（IAT）     | TV 아사히 계열                             | 수요일 21:00 - 21:54 | 동시 편성     |
| 아키타현             | 아키타 아사히 방송（AAB）   | TV 아사히 계열                             | 수요일 21:00 - 21:54 | 동시 편성     |
| 미야기현             | 히가시닛폰 방송（KHB）      | TV 아사히 계열                             | 수요일 21:00 - 21:54 | 동시 편성     |
| 야마가타현           | 야마가타 TV（YTS）          | TV 아사히 계열                             | 수요일 21:00 - 21:54 | 동시 편성     |
| 후쿠시마현           | 후쿠시마 방송（KFB）        | TV 아사히 계열                             | 수요일 21:00 - 21:54 | 동시 편성     |
| 니가타현             | 니가타 TV21（UX）           | TV 아사히 계열                             | 수요일 21:00 - 21:54 | 동시 편성     |
| 나가노현             | 나가노 아사히 방송（abn）   | TV 아사히 계열                             | 수요일 21:00 - 21:54 | 동시 편성     |
| 시즈오카현           | 시즈오카 아사히 TV（SATV）  | TV 아사히 계열                             | 수요일 21:00 - 21:54 | 동시 편성     |
| 이시카와현           | 호쿠리쿠 아사히 방송（HAB） | TV 아사히 계열                             | 수요일 21:00 - 21:54 | 동시 편성     |
| 주쿄광역권           | 나고야 TV 방송（NBN）       | TV 아사히 계열                             | 수요일 21:00 - 21:54 | 동시 편성     |
| 긴키 광역권          | 아사히 TV 방송（ABC）       | TV 아사히 계열                             | 수요일 21:00 - 21:54 | 동시 편성     |
| 히로시마현           | 히로시마 홈 TV（HOME）      | TV 아사히 계열                             | 수요일 21:00 - 21:54 | 동시 편성     |
| 야마구치현           | 야마구치 아사히 방송（yab） | TV 아사히 계열                             | 수요일 21:00 - 21:54 | 동시 편성     |
| 가가와현・오카야마현 | 세토나이카이 방송（KSB）    | TV 아사히 계열                             | 수요일 21:00 - 21:54 | 동시 편성     |
| 에히메현             | 에히메 아사히 TV（eat）     | TV 아사히 계열                             | 수요일 21:00 - 21:54 | 동시 편성     |
| 후쿠오카현           | 큐슈 아사히 방송（KBC）     | TV 아사히 계열                             | 수요일 21:00 - 21:54 | 동시 편성     |
| 나가사키현           | 나가사키 문화방송（NCC）    | TV 아사히 계열                             | 수요일 21:00 - 21:54 | 동시 편성     |
| 구마모토현           | 구마모토 아사히 방송（KAB） | TV 아사히 계열                             | 수요일 21:00 - 21:54 | 동시 편성     |
| 오이타현             | 오이타 아사히 방송（OAB）   | TV 아사히 계열                             | 수요일 21:00 - 21:54 | 동시 편성     |
| 가고시마현           | 가고시마 방송（KKB）        | TV 아사히 계열                             | 수요일 21:00 - 21:54 | 동시 편성     |
| 오키나와현           | 류큐 아사히 방송（QAB）     | TV 아사히 계열                             | 수요일 21:00 - 21:54 | 동시 편성     |
| 후쿠이현             | 후쿠이 방송（FBC）          | CTV・NTV 계열 TV 아사히 계열               | 토요일 22:00 - 22:54 | 3일 지연 편성 |
| 미야자키현           | TV 미야자키（UMK）          | KTV・FNS 계열 CTV・NTV 계열 TV 아사히 계열 | 화요일 22:00 - 22:54 | 6일 지연 편성 |

## 참고 사항
1. ↑  2019년 11월 기준 현재, 저녁 7시 방송은 《그녀석 요즘 어떻게 지내?》, 저녁 8시 방송은 《크림퀴즈 미라클9》
2. ↑  전작 《경시청 수사1과 9계》를 포함하면 15시리즈 계속
3. ↑  2016년도 하반기를 제외
4. ↑  일본의 경우 4월부터 9월까지를 년도상반기, 10월부터 이듬해 3월까지를 년도하반기로 구분
5. ↑  첫 회, 최종회(첫 회 직후 제2화와 최종 직전 회도 포함)를 제외
6. ↑  금요일을 포함
7. ↑  2018年3月末までは認定放送持株会社移行前の旧・朝日放送。